# Arabisch
Arabisch (in het Arabisch: العربية, al ʿarabiyya, of soms kortweg عربي, arabi) is een Semitische taal die door ongeveer 380 miljoen mensen in verscheidene landen wordt gesproken.
De politieke, culturele en religieuze betekenis van de taal werd in 1973 officieel erkend door de Verenigde Naties. Het Arabisch werd toen de zesde taal van de VN naast het Mandarijn, Engels, Russisch, Frans en Spaans. De officiële taaldag van de Verenigde Naties voor het Arabisch wordt wereldwijd gevierd op 18 december.
Veel belangrijke religieuze, mathematische, filosofische en astrologische werken zijn oorspronkelijk in het Arabisch geschreven.
Arabisch wordt geschreven in het Arabische alfabet, een consonantschrift met 28 letters. Arabisch wordt van rechts naar links geschreven.

## Verspreiding

Arabisch als officiële taal
Arabisch is de enige officiële taal
Arabisch is niet de enige officiële taal, maar wel de grootste
Arabisch is niet de enige officiële taal, en een minderheidstaal
Arabisch is geen officiële taal, maar wel een minderheidstaal

Het Arabisch is de officiële taal in Noord-Afrika (Marokko, Mauritanië, Algerije, Tunesië, Libië, Egypte en Soedan), in het Midden-Oosten (Jordanië, Libanon, Palestina en Syrië), in de Golf (Irak, Koeweit, Saoedi-Arabië, Qatar, Oman, Jemen, Bahrein en de Verenigde Arabische Emiraten) en in Somalië, Djibouti en de Comoren. Al deze landen zijn tevens lid van de Arabische Liga.
Verder is het Arabisch ook een officiële taal in Tsjaad (geen lid van de Arabische Liga) en Eritrea (naast Engels en Tigrinya). In een aantal landen, waaronder Iran, wordt Arabisch onderwezen in openbare scholen.
Daarnaast is het Arabisch in zeer veel landen een minderheidstaal, waaronder in veel westerse landen. In 2021 telde Canada bijvoorbeeld 508.000 moedertaalsprekers van het Arabisch, oftewel bijna 1,5% van de bevolking.

## Geschiedenis

### Pre-Islamitisch

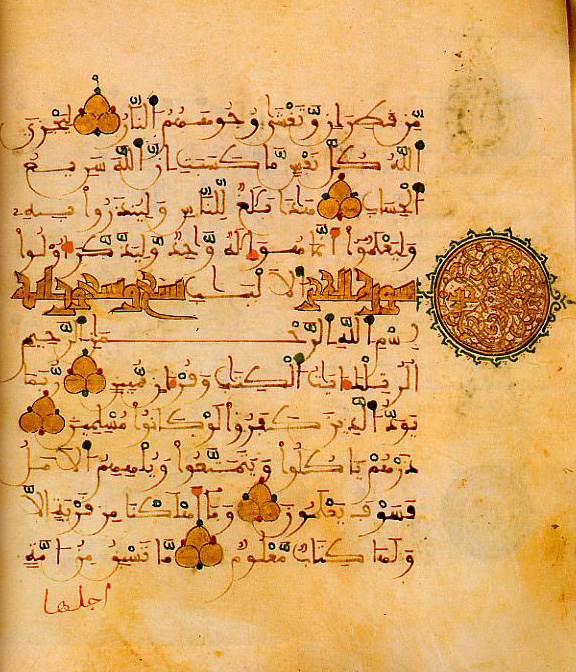
Bladzijde van de Koran in het Arabisch

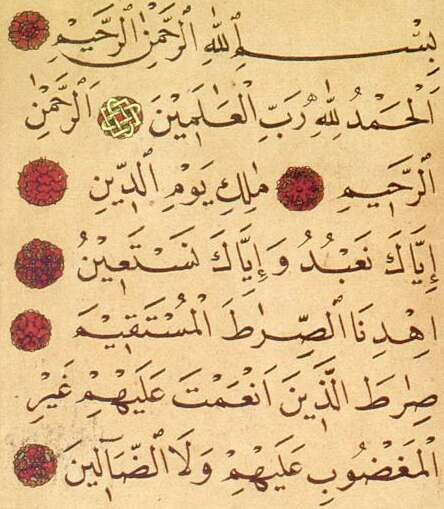
Soera De Opening (Al-Fatiha: الفاتحة) in een oude Koran

In de Oudheid werden op het Arabische Schiereiland meerdere dialecten van het Oud-Arabisch gesproken. De oudste attestaties van het Arabisch dateren van het eerste millennium vóór Christus. 

### Standaardisering
Vlak voor de opkomst van de Islam ontstond er in Hejaz (een regio op Arabische Schiereiland)  een variant van het Arabisch die de dialecten oversteeg. De codificatie van het Arabisch werd in gang gezet door Abu al-Aswad ad-Du'ali, die de vader van de Arabische grammatica wordt genoemd.
Twee andere belangrijke figuren bij de codificatie waren al-Khalil en zijn leerling Sibawaihi, die respectievelijk het eerste woordenboek en de eerste volledige grammatica schreven. Bij die codificatie steunde men op drie bronnen: de taal van de pre-islamitische poëzie, de taal van de Koran en het taalgebruik van de Bedoeïenen.

### Verspreiding
De taal verspreidde zich vanaf de 7e eeuw snel over het Midden-Oosten, samen met de islam. Vanaf de 8e eeuw was de Arabische taal incontournabel geworden in het Middeleeuwse Midden-Oosten en daarbuiten.

## Huidige situatie

### Modern Standaard Arabisch
Het Arabisch zoals dat tegenwoordig wordt gebruikt in de media en in al het geschreven materiaal (zoals documenten en boeken, inclusief schoolboeken en leesboeken voor jonge kinderen) wordt in het westen wel Modern Standaardarabisch genoemd. Hierbij wordt een onderscheid gemaakt met het klassiek Arabisch (Foeṣḥā) waarin de Koran is geschreven. In de Arabische wereld wordt dit onderscheid niet gemaakt.
Of het Arabisch één taal is of bestaat uit meerdere talen, is een zware, politiek geladen discussie, vergelijkbaar met bijvoorbeeld Chinees als macrotaal, of Hindi en Urdu. Waar sprekers van Hindi en Urdu zeggen dat ze elkaar niet verstaan, zelfs als ze dat wel kunnen, is het bij Arabisch meestal omgekeerd. Sprekers van verschillende dialecten zeggen dat ze elkaar goed verstaan, zelfs al is dat niet zo. De onderlinge verstaanbaarheid is sterk afhankelijk van geografische nabijheid en van de formaliteit. Bijvoorbeeld: een Syriër en een Libanees kunnen elkaar veel beter verstaan dan een Syriër en een Libiër. Het gesprek zal ook vlotter verlopen als beiden zoveel mogelijk standaard Arabisch proberen te praten, in plaats van hun lokaal dialect. Codeswitching is zeer gangbaar.

### Regiolecten
In de dagelijkse conversatie worden in de Arabische landen en regio's in het Midden-Oosten en de Maghreb verschillende Arabische variëteiten en dialecten gesproken. Deze verschillen onderling sterk, waardoor Arabischsprekende inwoners uit verschillende regio's elkaar soms niet kunnen verstaan. Zo zou een Syriër van het Marokkaanse dialect slechts 10% kunnen verstaan. Er wordt echter van oorsprong niet of nauwelijks in de variëteiten en dialecten geschreven. De laatste jaren gebeurt dit steeds meer, bijvoorbeeld in het Egyptisch-Arabisch. Het Egyptisch-Arabisch neemt een bijzondere positie in onder de variëteiten en dialecten: het is de meest begrepen variëteit van het Arabisch, door de wijdverspreide distributie van Egyptische films en televisieshows in de Arabische wereld.
In het Handbuch der arabischen Dialekte van W. Fischer en O. Jastrow (1980) worden de volgende dialectgroepen onderscheiden:
- Maghrebijnse dialecten. Het Maghrebijns wordt gesproken door ongeveer 75 miljoen Maghrebijnen. Deze groep wordt dan verder ingedeeld in Andalusisch-Arabisch (uitgestorven), Marokkaans-Arabisch, Algerijns-Arabisch, Tunesisch-Arabisch, Libisch-Arabisch, Siciliaans-Arabisch (uitgestorven) met als dochterdialect Maltees, en Hassaniya
- Egyptische dialecten. Het Egyptisch-Arabisch wordt gesproken door ongeveer 80 miljoen Egyptenaren.
- Levantijnse dialecten, namelijk Syrisch-Arabisch, Libanees-Arabisch, Palestijns-Arabisch, en Jordaans-Arabisch
- Mesopotamische dialecten
- Dialecten van het Arabisch Schiereiland: Bahreins-Arabisch, Dhofarees-Arabisch, Golf-Arabisch, Hidjaaz-Arabisch, Jemenitisch-Arabisch, Najdees-Arabisch, Omaans-Arabisch, Shihi-Arabisch
- Soedanese dialecten: Juba-Arabisch en Tsjadisch-Arabisch

Een buitenlander die Modern Standaardarabisch spreekt wordt waarschijnlijk raar aangekeken, omdat deze taalvariant tamelijk formeel overkomt, maar hij kan zich wel verstaanbaar maken tegenover een spreker van het Arabisch die onderwijs heeft genoten. Wat deze mensen terugzeggen is misschien moeilijk te verstaan, tenzij zij hun best doen om formeel te spreken.

Spreiding van het Arabisch, incl. variëteiten en dialecten■ 1. Hassaniya ■ 2. Marokkaans ■ 3. Maghrebijns ■ 4. Algerijns ■ 5. Tunesisch ■ 6. Libisch ■ 7. Neder-Egyptisch ■ 8. Bedoeïenen (Levantijns) ■ 9. Opper-Egyptisch ■ 10. Tsjadisch ■ 11. Soedanees ■ 12. Juba ■ 13. Najdees ■ 14. Levantijns ■ 15. Noord-Mesopotamisch ■ 16. Mesopotamisch ■ 17. Golf ■ 18. Bahreins ■ 19. Hidjaaz ■ 20. Shihi ■ 21. Omaans ■ 22. Dhofarees ■ 23. Sanaas ■ 24. Ta'izzi-Adeni ■ 25. Hadramauts ■ 26. Oezbekisch ■ 27. Tadzjiekse ■ 28. Cypriotisch ■ 29. Maltees ■ 30. Nubi

## Alfabet
| Naam  | Alleenstaand | Begin | Midden | Eind | Omschrift | Uitspraak                  |
| ----- | ------------ | ----- | ------ | ---- | --------- | -------------------------- |
| ʼAlif | ا            | —     | —      | ﺎ    | ',ā       | a*                         |
| Bāʼ   | ﺏ            | ﺑ     | ﺒ      | ﺐ    | b         | b                          |
| Tāʼ   | ﺕ            | ﺗ     | ﺘ      | ﺖ    | t         | t                          |
| Ṯāʼ   | ﺙ            | ﺛ     | ﺜ      | ﺚ    | ṯ         | stemloze Engelse th*       |
| Ǧīm   | ﺝ            | ﺟ     | ﺠ      | ﺞ    | ǧ         | dsj*                       |
| Ḥāʼ   | ﺡ            | ﺣ     | ﺤ      | ﺢ    | ḥ         | Harde h, bijna als ch.*    |
| Ḫāʼ   | ﺥ            | ﺧ     | ﺨ      | ﺦ    | ḫ         | ch als in lach             |
| Dāl   | ﺩ            | —     | —      | ﺪ    | d         | d                          |
| Ḏāl   | ﺫ            | —     | —      | ﺬ    | ḏ         | stemhebbende Engelse th*   |
| Rāʼ   | ﺭ            | —     | —      | ﺮ    | r         | Rollende r*                |
| Zāi   | ﺯ            | —     | —      | ﺰ    | z         | stemhebbende s als in stem |
| Sīn   | ﺱ            | ﺳ     | ﺴ      | ﺲ    | s         | stemloze s als in lessen   |
| Šīn   | ﺵ            | ﺷ     | ﺸ      | ﺶ    | š         | sj                         |
| Ṣād   | ﺹ            | ﺻ     | ﺼ      | ﺺ    | ṣ         | Stemloze s*                |
| Ḍād   | ﺽ            | ﺿ     | ﻀ      | ﺾ    | ḍ         | d*                         |
| Ṭāʼ   | ﻁ            | ﻃ     | ﻄ      | ﻂ    | ṭ         | t*                         |
| Ẓāʼ   | ﻅ            | ﻇ     | ﻈ      | ﻆ    | ẓ         | th*                        |
| ʻain  | ﻉ            | ﻋ     | ﻌ      | ﻊ    | ʻ         | Keelklank*                 |
| Ġain  | ﻍ            | ﻏ     | ﻐ      | ﻎ    | ġ         | g als in gooi              |
| Fāʼ   | ﻑ            | ﻓ     | ﻔ      | ﻒ    | f         | f                          |
| Qāf   | ﻕ            | ﻗ     | ﻘ      | ﻖ    | q         | Zachte keelklank*          |
| Kāf   | ﻙ            | ﻛ     | ﻜ      | ﻚ    | k         | k                          |
| Lām   | ﻝ            | ﻟ     | ﻠ      | ﻞ    | l         | l                          |
| Mīm   | ﻡ            | ﻣ     | ﻤ      | ﻢ    | m         | m                          |
| Nūn   | ﻥ            | ﻧ     | ﻨ      | ﻦ    | n         | n                          |
| Hāʼ   | ﻩ            | ﻫ     | ﻬ      | ﻪ    | h         | h                          |
| Wāu   | ﻭ            | —     | —      | ﻮ    | w,ū       | w, oe*                     |
| Jāʼ   | ﻱ            | ﻳ     | ﻴ      | ﻲ    | j,ī       | j, i*                      |

### Schrijfrichting
Arabisch wordt van rechts naar links geschreven. Voorbeeld: كتاب - kitāb "boek": letters kaf (ك)- ta (ت) - alif (ا) - ba (ب).
De volgorde van cijfers in getallen is dezelfde als in (bijvoorbeeld) het Nederlands.

### Klinkers
Het Arabische alfabet is een consonantenschrift: er zijn drie korte klinkers, 'a', 'oe' en 'i', die meestal niet geschreven worden. Als ze wel geschreven worden is dit door middel van diakritische tekens boven of onder een letter. 
Deze diakritische tekens zijn:
| Teken | Klank   | Naam | Fonetisch |
| ----- | ------- | ---- | --------- |
| ـُ     | u/o     | ضَمَّةٌ  | ḍammā     |
| ـِ     | korte i | كَسْرَةٌ | kasrā     |
| ـَ     | korte a | فَتْحَةٌ | fatḥā     |

Deze tekens worden, net als in het Hebreeuws, dus veelal weggelaten. Zonder verdere contextinformatie zou مدرسة zowel "madrasa" ("school") kunnen betekenen als "mudarrissa" ("lerares"). Alleen in woordenboeken, schoolboeken, de Koran en in wetsteksten worden zij uit praktische en principiële overwegingen wel gebruikt.
De letters ‘ ا ’ (alif), ‘ و ’ (wāw) en ‘ ي ’ (yā') kunnen als medeklinker en als drager van een lange klinker (respectievelijk de ‘a’, ‘oe’ en ‘i’) voorkomen en worden om die reden ook wel ‘de zwakke medeklinkers’ genoemd.

### Verschillende vormen van een letter
De geschreven vorm van een letter in een Arabisch woord is afhankelijk van de positie binnen het woord. Er zijn tot vier verschillende vormen van een letter. 
Er zijn verbindende en niet-verbindende letters. Een verbindende letter schrijft men in een woord vast aan de letter die er op volgt. Een niet-verbindende letter staat los van de volgende letter. De niet-verbindende letters zijn ‘ ا ’ (Alif), ‘ د ’ (Dāl), ‘ ذ ’ (ðāl), ‘ ر ’ (Rā'), ‘ ز ’ (Zāyn) en ‘ و ’ (Wāw).
De onderstaande voorbeelden zijn met de letter ع ’ (‘Āyn)
Vormen:
- Geïsoleerde of zelfstandige vorm: de letter staat aan het eind en volgt op een niet-verbindende letter of wordt onafhankelijk van een woord gebruikt (‘ﻉ’).
- Beginvorm: de letter staat aan het begin van een woord of volgt op een niet-verbindende letter (‘ ﻋ ’);
- Middenvorm: de letter staat tussen twee verbindende letters (‘ ﻌ ’);
- Eindvorm: de letter staat aan het eind van het woord, volgend op een verbindende letter (‘ ﻊ ’).

Voorbeeld: يعرف معلم في شارع في عاصمة هولندا المصنع - y'arif mu'allim fi shari' fi 'asima hulanda almasna'. - "een leraar in een straat in de hoofdstad van Nederland kent de fabriek". De 'ain vindt men als volgt: geïsoleerde vorm als laatste letter van شارع, beginvorm als eerste letter van عاصمة, middenvorm als 2e letter van معلم, eindvorm als laatste letter van المصنع.
Niet-verbindende letters hebben door hun aard geen begin- of middenvorm. (Beginvorm is gelijk aan zelfstandige vorm, en middenvorm is gelijk aan eindvorm.)

### Hoofdletters
Het Arabische schrift kent geen hoofdletters, in tegenstelling tot het Latijnse schrift. Het staat daar niet alleen in, ook schriften als bijvoorbeeld Bengaals, Chinees, Georgisch, Hebreeuws, Hindi, Perzisch en Urdu kennen geen hoofdletters.

## Fonetiek en Fonologie
Tien Arabisch medeklinkers vallen onder te verdelen in 2 categorieën: emfatisch en niet-emfatisch. Dit concept is eigen aan de Semitische talen, en komt dus niet voor in het Nederlands of Engels. Het gaat om de volgende medeklinkers: T, D, Z en S. Het Arabisch heeft deze letters dus dubbel, één keer met en één keer zonder nadruk. Het gaat telkens om 2 verschillende letters, niet om variaties van 1 letter. 
Het Arabisch kent een aantal letters zonder equivalent in het Latijnse alfabet en schrift. Bovendien zijn sommige daarvan moeilijk uit te spreken voor sprekers van talen uit geheel andere taalfamilies. Enkele voorbeelden: ح (Hā'/ḥā'), ع (‘Ayn), ق (Qaf (Arabische letter)).

## Substantieven
Er zijn 3 naamvallen, 2 geslachten, 3 getallen en 3 'staten'.

### Naamvallen
Het Arabisch kent drie naamvallen: de nominatief (الرَّفْعُ, ar-raf'), de genitief (الْجَرُّ, al-jarr) en de accusatief (النَّصْبُ, an-naṣb). 

### Geslacht
Net als in bijvoorbeeld de Romaanse talen kan in het Arabisch een substantief mannelijk of vrouwelijk zijn en is er geen onzijdige klasse. Het mannelijke geslacht is het 'basisgeslacht', het vrouwelijke geslacht is slechts een 'tak' ervan. In het Arabisch worden veruit de meeste vrouwelijke woorden aangegeven met suffixen. Meestal is dit تَاْءُ الْمَرْبُوْطَةُ) ـَـة, tā marbūṭā), zoals in اِمْرَأَة (imrā-ā, vrouw) of مُعَلِّمَة (mu'allimā, lerares). Dit suffix wordt de "gebonden tā" genoemd, want deze letter wordt niet uitgesproken aan het einde van de zin, maar er bestaan ook enkele woorden die een normale tā (ت) als vrouwelijk suffix gebruiken, zoals te zien is in woorden als بِنْت (bint, dochter) en أُخْت (ucht, zuster). Andere achtervoegsels voor vrouwelijke substantieven zijn ـَاْء en ـَىْ/ ـَاْ.

### Getal
Het substantief kan in het enkelvoud, de dualis of het meervoud staan. De dualis wordt gevormd door het toevoegen van een suffix (-ani in de nominatief; -ayni in de accusatief en genitief). 
Meervouden zijn niet zo eenvoudig te vormen in het Arabisch als in het Nederlands. Arabische meervouden kunnen regelmatig zijn, wat wil zeggen dat er een suffix -uun (mannelijk) of -aat (vrouwelijk) wordt toegevoegd. Veel van de Arabische meervouden zijn zogenoemde 'gebroken meervouden', wat betekent dat woorden worden opgebroken en klinkers op andere plaatsen worden gezet. Het Arabisch kent veel zulke meervouden en vaak kan de spreker of schrijver ook nog kiezen uit meer dan één vorm. Voorbeeld van een dergelijk meervoud is arenden (enkelvoud: عُقَاب ('uqāb)): عِقْبَان (‘iqbān), عُقْبَان (‘uqbān), أَعْـقُب (a‘qub).

### 'Staat'
Substantieven kunnen bepaald, onbepaald of bepaald-door-constructie zijn. Als een substantief het lidwoord heeft, is het bepaald. Als het geen lidwoord heeft, kan het onbepaald zijn, ofwel is het toch bepaald, namelijk door een constructie met de idafa of een possessief suffix.

## Voornaamwoorden
Er zijn 12 vormen van persoonlijke voornaamwoorden. Voor de eerste persoon heb je 'ik' en 'wij'. Voor de tweede en derde persoon maakt men een onderscheid tussen mannelijk en vrouwelijk, en bovendien is er ook een dualis. 
| Persoonlijk voornaamwoord | Fonetisch | Vertaling           |
| ------------------------- | --------- | ------------------- |
| أَنَـا                      | Anā       | Ik                  |
| أَنْـتَ                      | Anta      | Jij (mannelijk)     |
| أَنْـتِ                      | Anti      | Jij (vrouwelijk)    |
| هُـوَ                       | Huwa      | Hij                 |
| هِـيَ                       | Hiya      | Zij                 |
| نَـحْـنُ                     | Naḥnu     | Wij                 |
| أَنْـتُـمْ                    | Antum     | Jullie (mannelijk)  |
| أَنْـتُـنَّ                    | Antunna   | Jullie (vrouwelijk) |
| أَنْـتُـمَـا                  | Antumā    | Jullie (dualis)     |
| هُـمْ                       | Hum       | Zij (mannelijk)     |
| هُـنَّ                       | Hunna     | Zij (vrouwelijk)    |
| هُـمَـا                     | Humā      | Zij (dualis)        |

Als een voornaamwoord in de accusatief of de genitief komt te staan, gebeurt dit aan de hand van enclitische vormen. 

## Werkwoorden
Werkwoorden in het Arabisch hebben 2 tijden (verleden en tegenwoordig), 2 vormen (actief en passief), en 4 modi. Er zijn 2 deelwoorden en een masdar, maar geen infinitief. Werkwoorden worden vervoegd volgens persoon, geslacht en getal. 
Naast de indicatief bestaan  in het Arabisch de volgende wijzen (modi): imperatief, subjunctief en de apocopaat. Deze wijzen komen alleen voor in de tegenwoordige tijd, zoals bij de imperatief ook in het Oud-Grieks en Latijn het geval is.

### De stammen
De meeste werkwoorden hebben een wortel bestaande uit drie radicalen. Er bestaat daarnaast ook een kleinere categorie van werkwoorden met een wortel bestaande uit vier radicalen.
Westerse arabisten hebben een categorisering van Arabische werkwoorden ingevoerd in verschillende vormen, soms ook stammen genoemd, aangeduid met een Romeins cijfer. De basisvorm is vorm I, alle andere vormen zijn zogenaamde afgeleide vormen, die men door modificatie van de vorm van vorm I kan verkrijgen. Bij werkwoorden met een wortel van drie radicalen zijn er vijftien mogelijke vormen. Vorm IX en de vormen XI-XV zijn zeldzaam en worden vaak weggelaten in leerboeken. Bij werkwoorden met een wortel van vier radicalen zijn er vier mogelijke vormen. De Romeinse cijfers worden door Arabieren zelf niet gebruikt, zij verwijzen naar de verschillende vormen met de respectievelijke vorm van het werkwoord فعل fa'ala.

### Zwakke werkwoorden
Een zwak' werkwoord in het Arabisch is een werkwoord met één of meerdere zwakke radicalen (waw و en ya ي.) 
Men onderscheidt de volgende categorieën:
- Eerste radicaal zwak: geassimileerd werkwoord. Voorbeeld: waDa' وضع: leggen.
- Tweede radicaal zwak: hol werkwoord, ook verba mediae infirmae genoemd. Voorbeeld:  ġāba : غاب afwezig zijn.
- Derde radicaal zwak: gebrekkig werkwoord, ook verba tertiae infirmae genoemd. Voorbeeld:  qaDa: قضى doorbrengen.

In sommige zwakke werkwoorden zijn twee van de drie radicalen zwak, bijvoorbeeld wa'ā وعى: beseffen en ra'ā رأى zien.

### Congruentie van het werkwoord
Ondanks het feit dat het Arabisch wel persoonlijke voornaamwoorden heeft, worden die meestal niet gebruikt, aangezien men de persoon doorgaans kan afleiden uit de vorm van het werkwoord. Bij het vervoegen van het werkwoord worden zowel prefixen als suffixen aan de werkwoordstam toegevoegd. Er wordt bovendien in de 2e en 3e persoon (zowel enkelvoud als meervoud) een onderscheid gemaakt tussen man(nen) en vrouw(en). Als het om een gemengde groep gaat, wordt die in de taal als mannelijk bestempeld. In het meervoud wordt vormelijk onderscheid gemaakt tussen een dualis (twee personen) en een gewoon meervoud (minstens drie personen). Dit onderscheid wordt net als het geslachtsonderscheid niet in de eerste persoon gemaakt.
De zinsvolgorde heeft een consequentie voor de vervoegingen van het werkwoord bij meervouden. Indien het werkwoord voor het onderwerp staat, gebruikt men de vervoeging van het enkelvoud. Het geslacht blijft wel behouden en de regel is alleen van toepassing op de derde persoon. Indien de volgorde echter onderwerp-werkwoord is, moet men wél de vervoeging van het meervoud gebruiken.
Voorbeeld 1: de mannen eten brood:
- Regulier: يأكل الرجال خبز (ya'kul arrizjaal chubz). Ya'kul is de vervoeging van de 3e persoon enkelvoud, mannelijk, ondanks het onderwerp in meervoud.
- Onderwerp eerst: الرجال يأكلون خبز (arrizjaal ya'kulun chubz). Ya'kulun is de vervoeging van de 3e persoon meervoud, mannelijk.

Voorbeeld 2: de meisjes/dochters eten brood:
- Regulier: تأكل البنات خبز (ta'kul albanaat chubz). Ta'kul is de vervoeging van de 3e persoon enkelvoud, vrouwelijk, ondanks het onderwerp in meervoud.
- Onderwerp eerst: البنات يأكلن خبز (albanaat ya'kulna chubz). Ya'kulna is de vervoeging van de 3e persoon meervoud, vrouwelijk.

### Masdar
Een masdar is een verbaal substantief dat afgeleid is van een werkwoord. Voorbeeld الدراسة (ad-dirāsa: de studie) van het werkwoord درس (darasa: studeren). Voor de afleiding is er voor vorm I geen vaste regel, voor de hogere vormen is die er wel, verschillend per vorm.

## Woordvolgorde en zinsbouw
De zinsvolgorde in een Arabische verbale zin is gewoonlijk: werkwoord-onderwerp-objecten. 

Voorbeeld:
صَفَّرَ فُؤادُ بالصَّفَّارَةِ. (Ṣaffara Foe'ādu biṣṣaffarā) = Foe'ad blies op de fluit.
In deze zin is صَفَّرَ de persoonsvorm, فُؤادُ het onderwerp en بالصَّفَّارَةِ het objectgedeelte van de zin.
Nominale zinnen hebben doorgaans een andere volgorde: onderwerp(-koppelwerkwoord)-naamwoordelijk deel. Het is gebruikelijk dat het koppelwerkwoord zijn (كَانَ, kāna) weggelaten wordt in de zin.
In meer detail is de volgorde van een Arabische verbale zin normaal: werkwoord-onderwerp-lijdend voorwerp-meewerkend voorwerp-bepalingen van plaats. Voorbeeld: يأكل المعلم خبز مع زوجته في المطعم (ya'kul almuʿallim chubz maʿa zouzjatihi fil matʿam): de leraar (المعلم) eet brood (يأكل خبز) in het restaurant (في المطعم) met zijn vrouw (مع زوجته).
Men mag een zin echter wel degelijk ook met het onderwerp beginnen. Voorbeeld المعلم يأكل خبز مع زوجته في المطعم (almuʿallim ya'kul chubz maʿa zouzjatihi fil matʿam). Deze volgorde dient in beginsel om het onderwerp te benadrukken: in het voorbeeld is het de leraar die eet en niet bijvoorbeeld de ingenieur. Hoewel dit de theorie is, gebruikt men in de Arabische spreektaal beide volgorden ook zonder speciale benadrukking van het onderwerp.
Indien men uitgaande van een reguliere zin een ja/nee vraagzin wil construeren, moet men het niet letterlijk te vertalen vraagwoord هل (hal) voor de zin voegen. Voorbeeld: هل يأكل المعلم خبز مع زوجته في المطعم؟ (hal ya'kul almuʿallim chubz maʿa zouzjatihi fil matʿam?): eet de leraar brood in het restaurant met zijn vrouw? 

## Invloed van het Arabisch op andere talen
De talen van Noord-India, Oost-Afrika, Iberië, Turkije Centraal-Azië en Perzië (Iran) kennen veel leenwoorden uit het Arabisch. In vele gevallen zijn er echter modificaties aan de vorm en/of aan de betekenis. Enkele voorbeelden van Arabische leenwoorden in het Hindi:
- Het Arabische woord كتاب (kitab, boek) komt in het Hindi voor met dezelfde uitspraak en ongewijzigde betekenis, geschreven als किताब.
- Het Arabische شكراً (shukran, dank u) wordt in het Hindi शुक्रिया: shukria.
- Het Arabische woord ملك (malik, koning) of مالك (maalik, heerser), wordt मालिक: maalik, met de meer bescheiden betekenis "baas" of "werkgever".[9]

Enkele leenwoorden uit het Arabisch zijn zeer algemeen geworden. Het op internationaal niveau sterkst doorgedrongen Arabische woord is waarschijnlijk qahwa ("koffie").
Nederlandse woorden die met al beginnen hebben in veel gevallen een Arabische oorsprong, bijvoorbeeld algebra, alcohol, alkaan, alkoof en almanak. Hetzelfde geldt voor veel Spaanse woorden die beginnen met al. Dit is logisch omdat al het Arabische lidwoord is. Een minder duidelijk voorbeeld is de 'luit', afgeleid van al-ud, een Arabisch tokkelinstrument. De a is hier dus weggevallen.
Wetenschappelijke termen en vooral de namen van veel sterren (bijvoorbeeld Deneb, Aldebaran) zijn uit het Arabisch afkomstig.
Hieronder een lijstje met enkele voorbeelden van Nederlandse woorden die uit het Arabisch ontleend zijn. Zie ook de lijst van Arabische woorden in de Nederlandse taal.
- admiraal
- albatros
- alchemie
- algebra
- alcohol
- alkoof
- almanak
- arsenaal
- artisjok
- aubergine
- averij[10]
- azuur
- benzine
- caravan
- civetkat[11]
- divan
- douane
- dragon
- elixer
- emir
- fakir
- fanfare
- gaas (weefsel)
- gazelle
- gerbil
- gitaar
- harem
- hasjiesj
- jasmijn
- kandij
- kappertje
- karaat
- karaf
- karmijn
- katoen
- koffie
- kohl
- komijn
- lak
- limoen
- luit
- macramé
- magazijn
- masker
- matras
- mohair
- mokka
- mummie
- oranje
- razzia
- safari
- saffraan
- siroop
- sofa
- sorbet
- spinazie
- stroop
- suiker
- talisman
- tamboer
- tarief
- tonijn
- vizier
- zenit

Daarnaast zijn er ook Arabische woorden die niet zijn vertaald en (recent) hun intrede hebben gedaan, zoals:
- Allah - ‘de God’
- boerka/burka/burqa
- dhimmi - niet-moslim, ondergeschikt
- haram - verboden
- halal - toegestaan
- hidjab
- hidjra
- jihad
- muezzin
- moslim
- nikaab/niqaab